# Candeleros-Formation

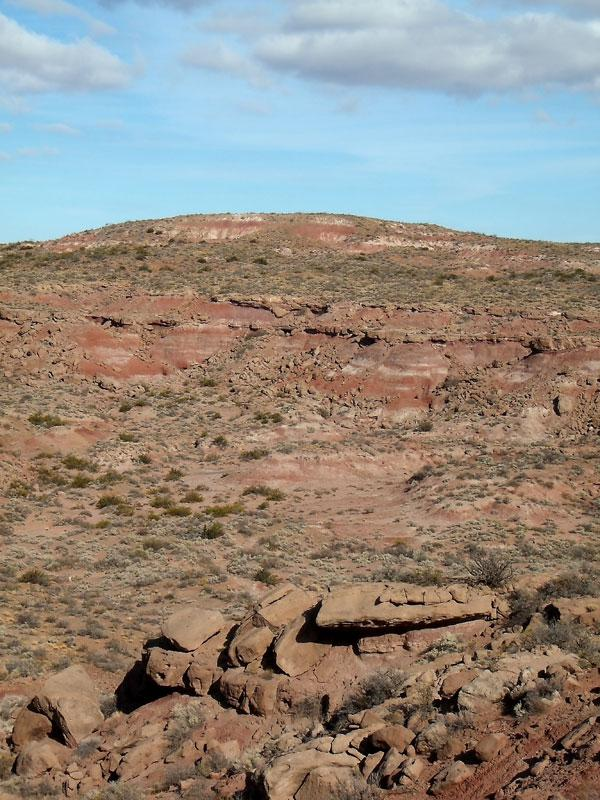
Candeleros-Formation bei Cerro El Vagon, Neuquen, Argentinien

Die Candeleros-Formation ist eine Abfolge von kontinentalen Sedimentgesteinen der Oberkreide Argentiniens, die für ihre sehr vielfältige Fossilfauna bekannt ist. Diese Gesteine wurden im frühen Cenomanium vor etwa 100 bis 97 Millionen Jahre abgelagert. Aufschlüsse dieser geologischen Formation finden sich in den Provinzen Río Negro, Neuquén und
Mendoza. Namensgebender Aufschluss und Typlokalität der Formation ist der Candeleros Hill in Neuquén.
Die Candeleros-Formation erreicht in einigen Gebieten eine Mächtigkeit von fast 300 Metern. Sie wurde größtenteils fluviatil in einem verzweigten Flusssystem abgelagert und besteht hauptsächlich aus Sandstein und Konglomerat. Einige isolierte Bereiche sind jedoch auch äolisch (durch Wind) oder als Schluffstein unter sumpfigen Bedingungen abgelagert worden. Paläoböden sind in einigen Bereichen ebenfalls häufig.
Diese Formation ist das älteste Schichtglied der Neuquén-Gruppe und gehört zur Rio-Limay-Untergruppe. Früher wurde diese Untergruppe selbst als Formation betrachtet, wobei die Candeleros-Formation als Candeleros Member bezeichnet wurde. Heute wird die Rio-Limay-Untergruppe in drei Formationen unterteilt: Über Candeleros-Formation, dem ältesten Schichtglied, liegen die Huincul-Formation sowie die Cerro-Lisandro-Formation. Die Sedimente der Huincul-Formation zeigen hellere, grünliche und gelbliche Farben, wobei die Grenze zwischen der Huincul- und Candeleros-Formation leicht erkennbar ist. Die Candeleros-Formation liegt diskordant auf der älteren Lohan-Cura-Formation.

## Fossilfauna

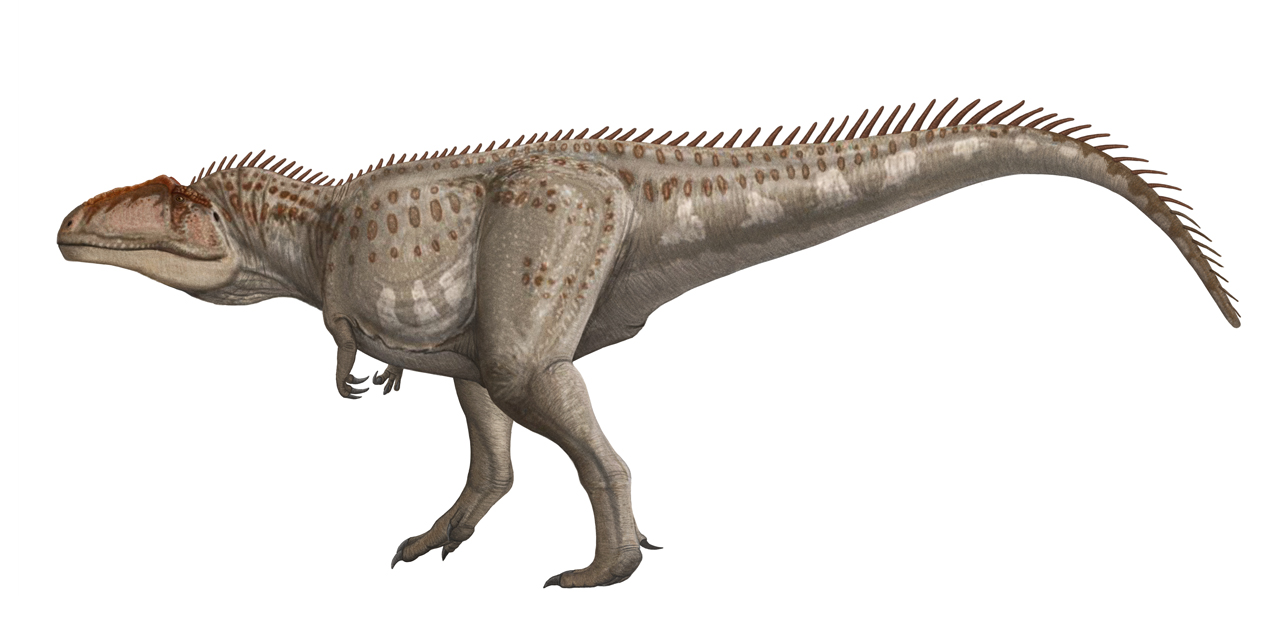
Rekonstruktion von Giganotosaurus carolinii, einem Dinosaurier der Candeleros-Formation

Die Formation ist für ihre reiche Wirbeltierfauna bekannt. So finden sich Fische, Frösche, Sphenodontidae, primitive, bebeinte Schlangen (einschließlich Najash), verschiedene Schildkröten (einschließlich zwei Arten der Gattung Prochelidella), Krokodile (einschließlich Araripesuchus), und Säugetiere aus der Gruppe Cladotheria. Dinosaurier der Formation schließen Titanosaurier wie Andesaurus und die Rebbachisauriden Limaysaurus und Nopcsaspondylus sowie Theropoden wie den Dromaeosauriden Buitreraptor und den Carcharodontosauriden Giganotosaurus mit ein.
Neben Körperfossilien sind auch Spurenfossilien wie fossile Fußspuren und Eierschalen von Theropoden, Sauropoden und Ornithopoden gefunden worden. Spuren von Flugsauriern (Pterosauria) wurden der Ichnogattung Pteroichnus zugeschrieben.
Einer der produktivsten Fundorte ist La Buitrera („Ort der Geier“, aus spanisch el buitre – „Geier“), welcher guterhaltene dreidimensionale Skelette kleiner Landwirbeltiere zeigt. Skelette größerer Tiere wie Dinosaurier sind in La Buitrera selten, obwohl an anderen nahegelegenen Fundorten der Candeleros-Formation unter anderem Giganotosaurus, einer der größten landlebenden Fleischfresser überhaupt, entdeckt wurde.